# قنطورس الأقرب
قنطورس الأقرب (بالإنجليزية: Proxima Centauri) هو نجم قزم أحمر ينتمي إلى كوكبة قنطورس، يبعد عن الأرض نحو 4.2 سنة ضوئية (40·1012 كيلومتر) وهو بذلك ثاني أقرب نجم من الأرض بعد الشمس. يعد هذا النجم من نوع نجم متغير.
ونظرا لموقعه في كوكبة قنطورس فهو لا يرى في نصف الكرة الأرضية الشمالي، شمالي خط عرض 27، أي أنه لا يرى في البلاد الأوروبية يبلغ قدره الظاهري 11 ولذلك تصعب رؤياه، وقد اكتشف عام 1915. ويلزم لرؤيته تلسكوب تكون فتحته 8 سنتيمتر على الأقل.
ولم يثبت حتى الآن عما إذا كان قنطورس الأقرب ينتمي إلى النجم الثنائي رجل قنطورس. وهو يبعد عن النجمين «ألفا قنطورس» (رجل قنطورس) و«بيتا قنطورس» (الوزن) نحو 2.0 سنة ضوئية.
في ديسمبر 2020 أعلن علماء البحث عن ذكاء خارج الأرض عن اكتشاف إشارة ترددية تقريبا مؤقتة رجح أنها قادمة من قنطورس الأقرب. تردد الإشارة 982 ميغا هرتز يميزها عن ترددات المركبات الفضائية البشرية

## خواصه الطبيعية
النجم قنطورس الأقرب هو قزم أحمر وطيفه من التصنيف M، أي أنه يتبع نجوم النسق الأساسي. وتصنيفه M5.5 يعني أنه من النجوم القزمة من التصنيف M المتقدمة في العمر وتبلغ درجة حرارة سطحه 3040 كلفن والتي تعتبر باردة بالنسبة لحرارة سطح الشمس التي تصل إلى 5700 كلفن.
ونظرا لقربه منا بمسافة 4.2 سنة ضوئية فقد استطاع مرصد بارانال VLT قياس قطره عام 2002 وعينه بنحو 1.02 ميللي ثانية قوسية (mas)، مما يعني أن قطره يبلغ 200000 كيلومتر، هذا يعادل نحو سبع قطر الشمس أو قطر كوكب المشتري 1.5 مرة.
وبالرغم من قربه للأرض يبلغ قدره الظاهري 11، وهذا أضعف 100 مرة عن سطوع النجوم التي يمكن رؤيتها بالعين المجردة والتي يبلغ قدرها الظاهري 6. أما قدره المطلق (وهو ضياؤه من على بعد 10 فرسخ فلكي) فيبلغ 5.15. ولو افترضنا أن قنطورس الأقرب اتخذ موقع الشمس لظهر 1/50 من مساحتها. ولكنا لا نرى الكواكب ومن ضمنها الزهراء نظرا لضعف ضيائه. يبدو متكوره الملون أنه يحتوي على المغنسيوم.
تصدر من قنطورس الأقرب رياح نجمية، وتؤدي إلى فقدانه لجزء من مادته وهي تبلغ نحو 20 % مما تصدره الشمس من رياح شمسية.

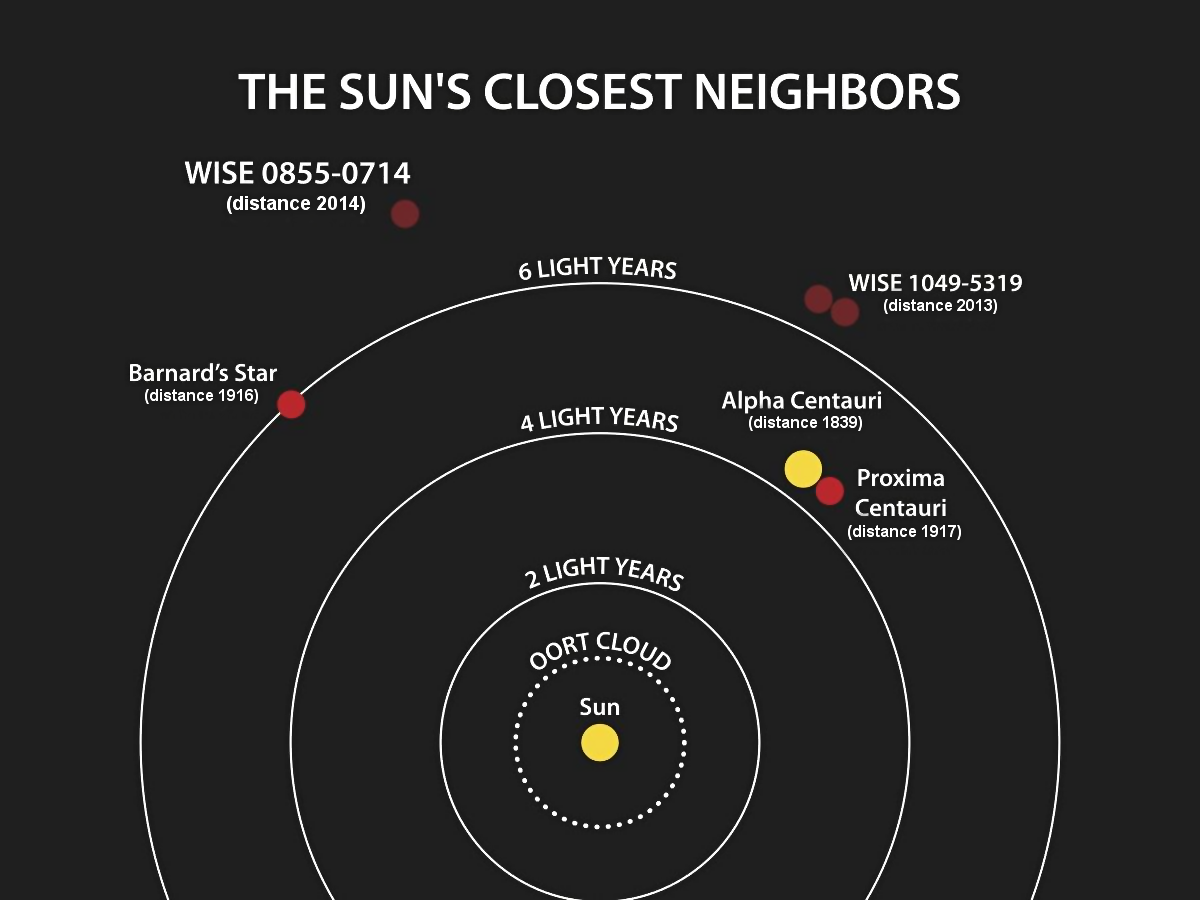
أقرب النجوم إلى الشمس (قنطورس الأقرب) وأقزام نجمية بنية.
مقارنة الأحجام: الشمس، ثم ألفا قنطورس، ثم بيتا قنطورس، ثم قنطورس الأقرب (من اليسار إلى اليمين).
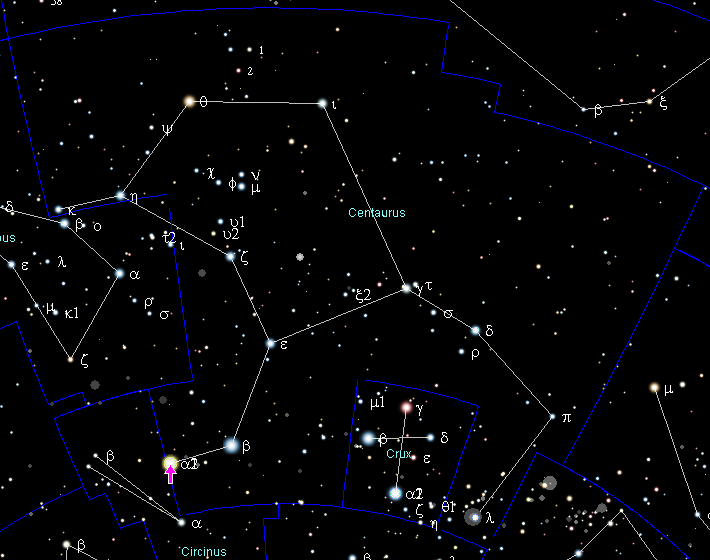
كوكبة قنطورس: وترى رجل قنطورس (ألفا قنطورس)، بالقرب منها يقع "قنطورس الأقرب" (غير ظاهر).
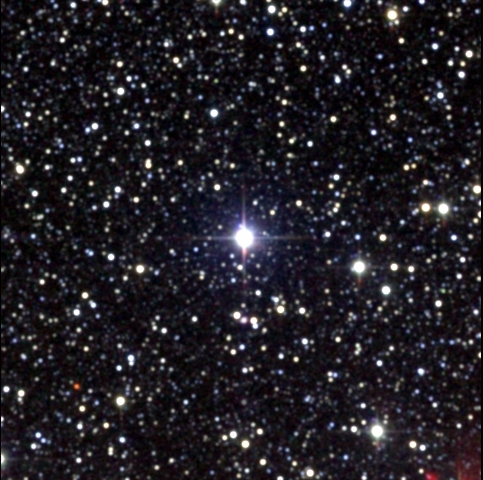
قنطورس الأقرب

## تطوره في المستقبل
مثل قنطورس الأقرب مثل جميع الأقزام الحمر فهو ينتج طاقة قليلة ويحدث فيه انتقال الحرارة والمادة بالتوصيل الحراري مما يجعل توزيع الهيليوم الناتج من الاندماج النووي للهيدروجين في النجم توزيعا متساويا، ولا يتجمع في قلب النجم كما يحدث في الشمس. وهو يختلف عن الشمس أيضا من حيث استهلاكه للهيدروجين، فبينما تترك الشمس النسق الأساسي بعد استهلاكها 10 % من الهيدروجين فقد استهلك قنطورس الأقرب نسبة أعلى من الهيدروجين قبل أن يتوقف التفاعل الاندماجي فيه.
وبينما ترتفع فيه نسبة الهيليوم بزيادة اندماج الهيدروجين يبدو النجم أصغر وأكثر سخونة في نفس الوقت ويغير لونه من الأحمر إلى الأزرق. وخلال تلك الفترة يبدو النجم أكثر تألقا حتى يبلغ 2.5 % من تألق الشمس الحالي. في نفس الوقت تقل حرارة جميع الأجرام التي تدور حوله لمدة عدة مليارات من السنين.

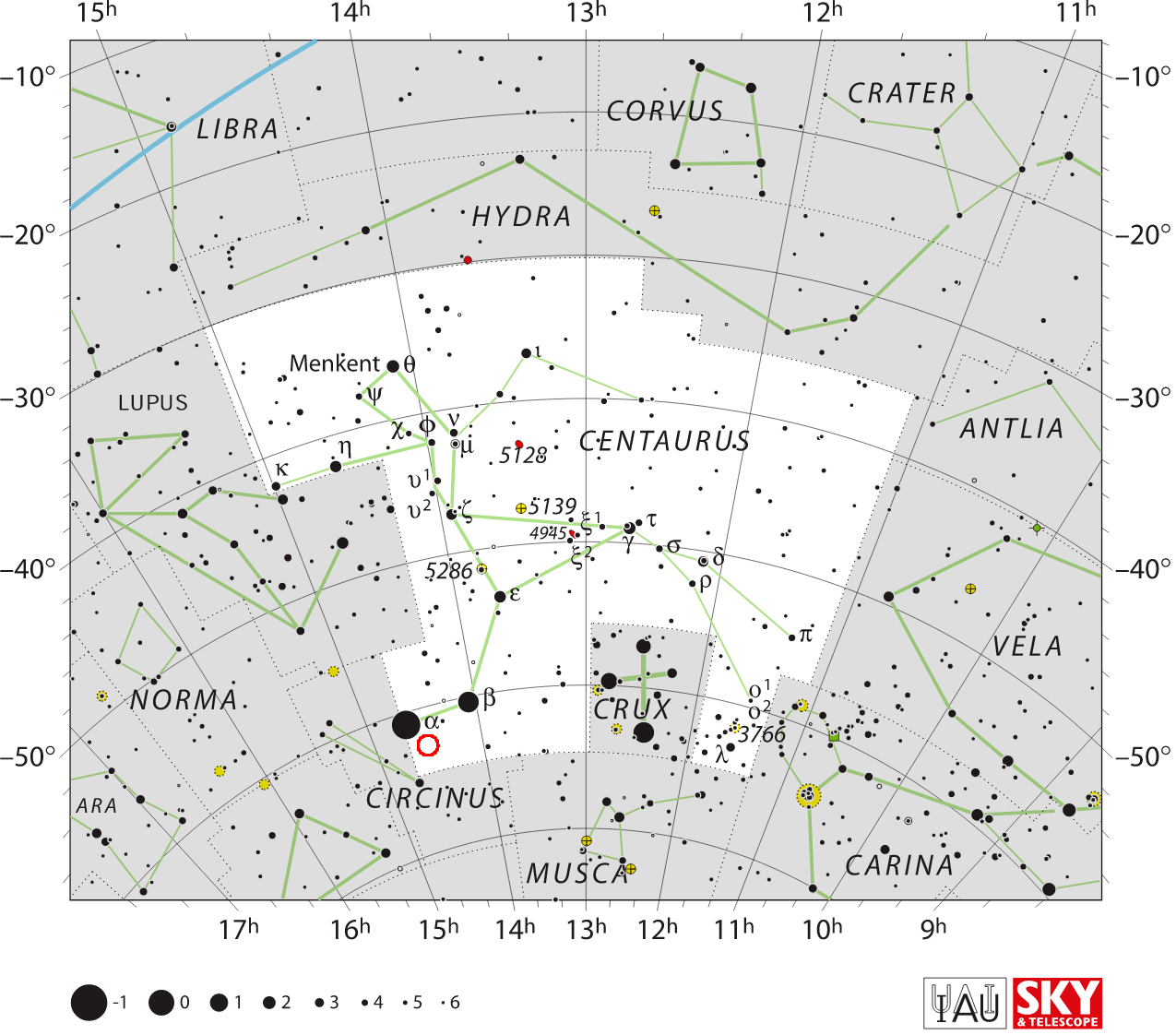
موقع قنطورس الأقرب (محاط بالدائرة الحمراء)

يبقى قزم أحمر ذو كتلة مثل قنطورس الأقرب نحو 400 مليار سنة في النسق الأساسي، وهي فترة زمنية تزيد عن معظم نجوم النسق الأساسي.
وأخيرا عندما يستهلك كل ما فيه من هيدروجين سوف يتحول قنطورس الأقرب إلى قزم أبيض من دون أن يمر بمرحلة عملاق أحمر، وعندئذ يفقد باقي ما فيه من حرارة ببطء.

## اقرأ أيضا
- نجم جرومبريدج 1830